# Вооружённые силы Колумбии
Вооружённые силы Колумбии (исп. Fuerzas Militares de Colombia) — совокупность войск Республики Колумбия предназначенная для защиты свободы, независимости и территориальной целостности государства и подчиняющаяся непосредственно министерству обороны. Состоят из сухопутных войск, военно-морских и военно-воздушных сил.

## История
Вооружённые отряды были созданы в ходе войны за независимость испанских колоний в Южной Америке и переформированы в регулярную армию после создания Великой Колумбии
В ноябре 1928 года правительство использовало войска для подавления забастовок на банановых плантациях корпорации "Unted Fruit Co." в департаменте Магдалена.
Военное сотрудничество c США усилилось в ходе Второй мировой войны, однако в связи с географическим положением (на значительном удалении от стран "оси" и театров военных действий) и нейтралитетом страны (Колумбия присоединилась к Антигитлеровской коалиции лишь в 1943 году и не принимала участия в боевых действиях) общий объём военной помощи в 1939-1945 гг. был небольшим. По программе ленд-лиза были поставлены 101 самолёт, 12 лёгких танков М3 "стюарт", два броневика М3A1 Scout Car, четыре 37-мм противотанковые пушки М3, 160 автомашин, 42 мотоцикла, 72 пулемёта (44 шт. M1917A1, 8 шт. М1919A4 и М1919A6 и 20 шт. 12,7-мм М2), 10 пистолет-пулемётов, 34 миномёта (12 шт. 81-мм миномётов М1 и 22 шт. 60-мм миномётов М2), 100 пистолетов М1911, 5 револьверов, боеприпасы и иное военное имущество.
В сентябре 1947 года в Рио-де-Жанейро был подписан Межамериканский договор о взаимной помощи, к которому присоединилась Колумбия.
В 1952 году Колумбия и США подписали двухсторонний пакт о военной помощи.
В 1972 году общая численность вооружённых сил составляла около 63,2 тыс. человек. Сухопутные войска насчитывали 50 тыс. человек в составе 8 пехотных бригад, нескольких отдельных пехотных, бронекавалерийских, танковых батальонов и армейской авиации. ВВС насчитывали около 6 тыс. человек и свыше 120 самолётов, ВМС - свыше 7 тыс. человек и свыше 50 кораблей (7 сторожевых кораблей, 14 сторожевых катеров и др.).
В марте 2004 года правительство утвердило "План Патриот", в соответствии с которым главной задачей войск была объявлена борьба с вооружёнными формированиями на территории страны.
В 2008 году численность вооружённых сил составляла 254,3 тыс. человек; кроме того, военизированные формирования имелись в составе полиции.
Отставных военнослужащих вооружённых сил Колумбии нанимали сотрудниками частных охранных компаний США для работы в Афганистане. В феврале 2017 года командующий колумбийской армией генерал Alberto José Mejía официально подтвердил, что военно-политическое руководство страны обсуждает со странами НАТО вопрос о отправке войск в Афганистан (войска отправлены не были, но в состав миссии ООН в Афганистане были включены два колумбийца, в августе 2021 года эвакуированные в Казахстан).
В феврале 2023 года для вооружённых сил Колумбии в США были закуплены 17 модернизированных пулемётов M60E6 (по результатам их эксплуатации для пехотных подразделений колумбийской армии заказали ещё 460 таких пулемётов).
29 февраля 2024 года президент Густаво Петро принял решение отказаться от покупки оружия в Израиле (в связи с жестокими методами ведения войны, применяемыми израильской армией в Секторе Газа, результатами которых стали массовые жертвы среди палестинцев).
30 апреля 2024 в результате инвентаризации военного имущества было обнаружено, что с военных баз Толемайда (в центральном департаменте Кундинамарка) и Флор-де-Гуахира (в департаменте Гуахира в северной части страны) похищено большое количество оружия (автоматы, гранаты, ракеты и др.).
В июле 2024 года были завершены работы по переоборудованию одного бронетранспортёра М-113А2 колумбийской армии в бронированную медицинскую машину "TPM-113 Medevac".
Личный состав вооружённых сил Колумбии принимает участие в миротворческих операциях ООН (потери во всех миротворческих операциях с участием страны составляют 4 человека погибшими).

## Современное состояние
Насчитывают 293 200 человек личного состава, из которых 223 150 служат в сухопутных войсках, 56 400 во флоте и 13 650 в авиации.